# Dendrodoa lineata
Dendrodoa lineata är en sjöpungsart som först beskrevs av Traustedt 1880.  Dendrodoa lineata ingår i släktet Dendrodoa och familjen Styelidae.
Artens utbredningsområde är Norra Ishavet. Inga underarter finns listade i Catalogue of Life.